# Liolaemus salinicola
Liolaemus salinicola, también conocida como lagartija del Pipanaco, es una especie de lagartos de la familia Liolaemidae.
Se trata de una especie endémica de la provincia de Catamarca (Argentina). Se encuentra en peligro por la destrucción de su hábitat debido a la expansión urbana y de la industria vitivinícola.